# Slag bij Naarden
De Slag bij Naarden (soms ook vermeld als Beleg van Naarden) vond plaats op 15 of 16 mei 1350. Kort daarop, namelijk op 23 mei van dat jaar, werd de Kabeljauwse verbondsakte ondertekend, hetgeen de periode van de Hoekse en Kabeljauwse twisten (1350-1490) inluidde. Het was waarschijnlijk een wraakactie van het Sticht Utrecht (met mogelijke steun van Margaretha II van Henegouwen) op de plaats Naarden vanwege hun ontrouw de jaren ervoor en het dispuut met het Graafschap Holland over het bezit van Gooiland en Eemland, waar toe Naarden ook behoorde.
Geschiedschrijver Lambertus Hortensius vermeld dat de "verwoesting van Naarden" op 15 mei 1350 plaatsvond en dat op 17 mei 1350 graaf Willem van Beieren een akte of privilegie voor de bouw van een "nieuw Naarden" uitvaardigde. Hortensius ziet Jan van Arkel niet als opdrachtgever voor de verwoesting van Naarden, omdat deze volgens hem niet in het Sticht verbleef, wel verdenkt hij Dirk van Brederode, Filips van Wassenaar en hun "Hoekse partij" achter deze actie te zitten.

## Achtergrond(en)
In de zomer van 1345 overleed graaf Willem IV van Holland in een veldslag in Friesland en in de volgende jaren ontstond er een vete tussen opvolgster Margaretha van Beieren en haar zoon Willem de Beieren over het bestuur van Holland. Margaretha ondersteund door Hoeken (voornamelijk de adel) en Willem gesteund door de Kabeljauwen (voornamelijk de steden en de bevolking).
Naarden lag in 1350 nog ongeveer twee kilometer noordoostelijk van het hedendaagse Naarden aan de toenmalige Zuiderzee. Het werd bestuurd door Jan I van Egmont, een van de hoofdondertekenaars van de Kabeljauwse verbondsakte en door historici gezien als hoofddader van het ontstaan van de twisten. Margaretha van Beieren wilde dit verbond verbreken en zag zich genoodzaakt om een leger op de been te brengen om Egmont en zijn achterban te stoppen bij Naarden.

### Slag
Ze bracht een leger op de been van circa 1200 manschappen onder leiding van Koenraad Cuser, dit leger werd ondersteund door het Sticht Utrecht met een huurleger onder Frederik van Heeckeren van der Eze, heer van Hekeren, die gestuurd werd door bisschop Johan van Arkel. De reden dat het sticht deelnam aan deze actie was dat Jan van Egmond in 1345 de stad Utrecht in de steek liet en grotendeels liet verhongeren tijdens het beleg. Ysbrand van Tetrode, ambtman van Gooiland had melding gemaakt aan de bisschop van Utrecht, dat zijn bevolking enorm honger hadden geleden tijdens het Beleg van Utrecht in 1345, omdat de plaats Naarden veel extra brood leverden aan het Hollandse kamp van graaf Willem IV van Holland
Er volgde een korte veldslag buiten Naarden, waarna Van Egmont en overlevenden hun toevlucht zochten naar hun plaatsen van herkomst. Het leger onder Cuser verjoeg alle inwoners van Naarden en brandde vervolgens alles plat.

## Nasleep
Nadat het stadje was uitgebrand verdwenen de restanten tussen 1350/1355 in de Zuiderzee bij diverse stormvloeden. Twee kilometer zuidwestelijk tegen het Gooise heuvellandschap werd het nieuwe Naarden gesticht door Willem V van Holland zoals dat nu bestaat. De omwalling bestond uit steenlagen en ophopingen van zand en aarde met daartussen gegraven geulen.
De bouw van het "nieuwe Naarden" zou volgens "Hortensius" gedaan zijn onder leiding van Hendrik van Heemskerk, Melis van Mijnden en heemraden uit Weesp, Muiden en Amsterdam
De oorlog tussen moeder (Margaretha van Beieren) en zoon (Willem V van Holland) zette zich voort met een aantal zeeslagen in Zeeland, waarbij de Slag bij Zwartewaal een van de bloedigste werd.